# Rosabetty Muñoz
Rosa Betty Muñoz Serón (Ancud, 9 de septiembre de 1960) es una poeta y profesora chilena, vinculada a los movimientos culturales Chaicura de Ancud, Aumen de Castro e Índice y Matra de Valdivia. En 2024 recibió el Premio Iberoamericano de Poesía Pablo Neruda.

## Biografía
Creció en su ciudad natal, Ancud, y dio los primeros pasos como poeta en el grupo Chaicura, dirigido por Mario Contreras Vega. Es titulada de profesora de castellano de la Universidad Austral de Chile.
Publicó su primer poemario, Canto de una oveja del rebaño, en 1981 cuando estudiaba en Valdivia. También en esa ciudad escribirá la mayor parte de su segundo libro, En lugar de morir, que saldrá en 1987. El tercer poemario Hijos (1991) lo redactó, según cuenta, «tras un negro periodo [...], en el que creí haber secado el pozo de mi poesía».
De acuerdo a la descripción que hace Iván Carrasco del discurso etnocultural en la poesía chilena, entre cuyos autores se encuentra Rosabetty Muñoz, en su producción poética se aprecia de manera sostenida la presencia del sincretismo entre el catolicismo y las creencias indígenas, observándose un alto contenido intercultural e interétnico (poesía etnocultural). Además, mientras algunos autores la catalogan dentro de un grupo de escritores adscritos a la poesía del Sur de Chile, Carrasco —refiriéndose a Hijos (1991) y Baile de señoritas (1994)— enmarca su trabajo dentro de la poesía moderna de Chiloé, cuyos representantes utilizan «un léxico intercultural español-chilliche-chono y un alto grado de conciencia de las operaciones poéticas».
Sobre su poesía —«que se caracteriza por reflejar el sur de Chile, tratar temáticas de género y las relaciones humanas y hacer de la poesía 'un espacio de resistencia'»—, Sergio Mansilla Torres ha dicho: «En sus versos, y siguiendo ella de cerca a Vallejo, expresa la vastedad y profundidad del dolor humano, pero vivido y visto desde la condición ontológica de mujer constituida en el espacio cultural del Chiloé anterior o paralelo a la modernidad capitalista» y «Su lenguaje, en apariencia simple, casi minimalista, es en realidad muy complejo por la dimensión metafísica que contiene, lo que hace de su poesía una especie de oración o cántico que mueve siempre al recogimiento».
Rosabetty Muñoz ha recibido diversos reconocimientos, entre los que se encuentran el Premio Pablo Neruda 2000 por el conjunto de su trabajo y el Premio Consejo Nacional del Libro de Chile por Sombras en El Rosselot (2002) como mejor obra inédita. Además, fue nominada en la categoría artes literarias mención poesía del Premio Altazor de las Artes Nacionales 2009 por En nombre de ninguna (2008), referida como un «notable aporte a la literatura mundial (...) [y] una entrada poética profunda e hiriente en uno de los tantos costados desgarrados del cuerpo de Chile», mientras que en la versión 2012, se alzó con el galardón por Polvo de huesos (2012). En 2016 es publicada en la antología Il fiore della poesia latinoamericana d'oggi (Secondo Volume: America meridionale – I), Recibió además el Premio Manuel Montt por Ratada en 2008, otorgado por la Universidad de Chile.
Está casada con el profesor y director del liceo Agrícola de Ancud, Juan Galleguillos, con el que tiene una hija y dos hijos.
Se presentó como candidata independiente por el Partido Liberal a las elecciones de convencionales constituyentes de Chile de 2021, para representar al distrito 26 (provincias de Chiloé, Palena y parte de Llanquihue), sin resultar electa.
En junio de 2024 recibió el Premio Iberoamericano de Poesía Pablo Neruda. En agosto de ese mismo año fue elegida una de las 50 mujeres más poderosas del 2024 en Chile por la revista Forbes.

## Obras
- Canto de una oveja del rebaño, El Kultrún, Valdivia, 1981 (2ª ed.: Ariel, Santiago, 1994)
- En lugar de morir, editorial Cambio, 1987
- Hijos, El Kultrún, Valdivia, 1991
- Baile de señoritas, El Kultrún, Valdivia, 1994
- La santa, historia de una su elevación, LOM, Santiago, 1998; fragmentos del poemario en Google Books
- Sombras en El Rosselot, LOM, Santiago, 2002; fragmentos en Google Books
- Ratada, LOM, Santiago, 2005; fragmentos en Google Books
- En nombre de ninguna, El Kultrún, Valdivia, 2008
- Polvo de huesos, antología elaborada por Kurt Folch; Ediciones Tácitas, Santiago, 2012
- Ceremonias, Ediciones Del Árbol, Buenos Aires, Argentina, 2012
- Técnicas para cegar a los peces, Ediciones UV, Valparaíso, 2019
- Ligia, LOM, Santiago, 2019
- Misión circular, antología, edición y notas de Vicente Undurraga, Lumen, Santiago, 2020

## Premios y reconocimientos

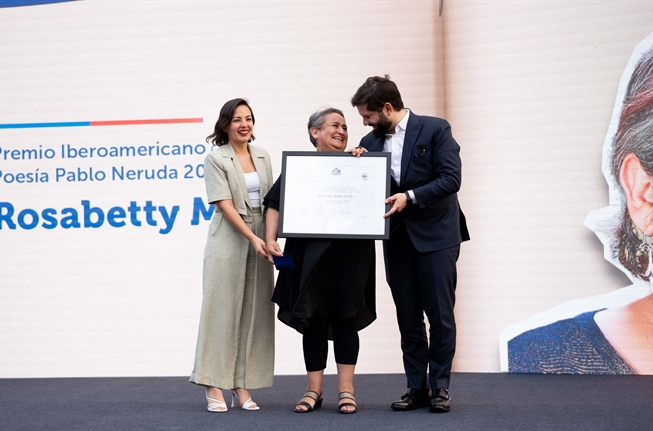
Presidente Gabriel Boric en la ceremonia de entrega del Premio Iberoamericano Pablo Neruda 2024 a Rosabetty Muñoz

- Primer Premio en el Concurso Universidad Austral de Chile 1982
- Tercer lugar y Primera Mención en el Concurso Apollinaire de la Universidad Federico Santa María 1985
- Mención de Honor en el Premio Municipal de Poesía de Santiago 1992 por Hijos
- Mención de Honor en el Premio Pablo Neruda 1996
- Premio Entel al Mejor Escritor Regional 1998
- Mención de Honor en el Premio Municipal de Poesía de Santiago 1999 por La santa, historia de una su elevación
- Premio Pablo Neruda 2000
- Premio Consejo Nacional del Libro de Chile 2002, mejor obra inédita, por Sombras en el Rosselot
- Finalista del Premio Altazor 2009 con En nombre de ninguna[17]
- Premio Regional de Arte y Cultura de la Región de Los Lagos 2012
- Premio Altazor 2013 por Polvo de huesos[22]
- Premio de la Crítica 2020 por Misión circular (Círculo de Críticos de Arte de Chile)[23]
- Premio Chiloé de Extensión Cultural 2022[24]
- Premio Iberoamericano de Poesía Pablo Neruda 2024[6]